# Charlotte Cooper
Charlotte Reinagle Cooper Sterry (Ealing, Middlesex, Regne Unit, 22 de setembre de 1870 − Helensburgh, Escòcia, 10 d'octubre de 1966) fou una tennista britànica, cinc vegades campiona del Torneig de Wimbledon, del qual en va disputar vuit finals consecutives. També fou doble campiona olímpica als Jocs Olímpics de París 1900 amb la medalla d'or individual i dobles mixtos, de fet, la primera tennista femenina en guanyar la medalla olímpica dels jocs olímpics.

## Biografia
Va néixer el 22 de setembre de 1870 a la ciutat d'Ealing, població que actualment forma part del denominat Gran Londres (Anglaterra). Filla petita de Henry Cooper i Teresa Georgiana Miller. Es casà el 1901 amb el tennista Alfred Sterry, que fou president del "Lawn Tennis Association". Van tenir dos fills: Rex Simmers (1903), que fou vicepresident de l'All England Club durant quinze anys, i Gwen Simmers (1905), que també fou tennista.
Va morir el 10 d'octubre de 1966, als 96 anys, a la seva residència de Helensburgh, població situada al Consell d'Argyll and Bute (Escòcia).
L'any 2013 fou inclosa en el Saló de la Fama del Tennis Internacional.

## Torneigs de Grand Slam

### Individual: 11 (5−6)
| Resultat   | Núm. | Any  | Campionat                                    | Oponent                 | Resultat      |
| ---------- | ---- | ---- | -------------------------------------------- | ----------------------- | ------------- |
| Guanyadora | 1.   | 1895 | Wimbledon Championships, Londres, Regne Unit | Helen Jackson Atkins    | 7−5, 8−6      |
| Guanyadora | 2.   | 1896 | Wimbledon Championships (2)                  | Alice Simpson Pickering | 6−2, 6−3      |
| Finalista  | 1.   | 1897 | Wimbledon Championships                      | Blanche Bingley         | 7−5, 5−7, 2−6 |
| Guanyadora | 3.   | 1898 | Wimbledon Championships (3)                  | Louise Martin           | 6−4, 6−4      |
| Finalista  | 2.   | 1899 | Wimbledon Championships (2)                  | Blanche Bingley         | 2−6, 3−6      |
| Finalista  | 3.   | 1900 | Wimbledon Championships (3)                  | Blanche Bingley         | 6−4, 4−6, 4−6 |
| Guanyadora | 4.   | 1901 | Wimbledon Championships (4)                  | Blanche Bingley         | 6−2, 6−2      |
| Finalista  | 4.   | 1902 | Wimbledon Championships (4)                  | Muriel Robb             | 5−7, 1−6      |
| Finalista  | 5.   | 1904 | Wimbledon Championships (5)                  | Dorothea Lambert        | 0−6, 3−6      |
| Guanyadora | 5.   | 1908 | Wimbledon Championships (5)                  | Agnes Morton            | 6−4, 6−4      |
| Finalista  | 6.   | 1912 | Wimbledon Championships (6)                  | Ethel Thomson Larcombe  | 3−6, 1−6      |

### Dobles: 1 (0−1)
| Resultat  | Núm. | Any  | Campionat                                    | Parella          | Oponents                     | Resultat           |
| --------- | ---- | ---- | -------------------------------------------- | ---------------- | ---------------------------- | ------------------ |
| Finalista | 1.   | 1913 | Wimbledon Championships, Londres, Regne Unit | Dorothea Lambert | Dora Boothby Winifred McNair | 4−6, 2−4, retirada |

## Jocs Olímpics

### Individual
| Any  | Campionat                                    | Oponent        | Resultat |
| ---- | -------------------------------------------- | -------------- | -------- |
| 1900 | Jocs Olímpics d'estiu de 1900, París, França | Hélène Prévost | 6−1, 6−4 |

### Dobles mixtos
| Any  | Campionat                                    | Parella          | Oponents                     | Resultat |
| ---- | -------------------------------------------- | ---------------- | ---------------------------- | -------- |
| 1900 | Jocs Olímpics d'estiu de 1900, París, França | Reginald Doherty | Hélène Prévost Harold Mahony | 6−2, 6−4 |

## Carrera esportiva
Va començar a practicar el tennis a la seva ciutat natal sota les ordres de H. Lawrence, després per Charles Martin i, finalment per Harold Mahony. El 1893 va guanyar el seu primer títol individual a Ilkley, any en el qual participà en el Torneig de Wimbledon per primera vegada arribant a semifinals. Dos edicions després aconseguí imposar-se en la final davant Helen Jackson Atkins. Disputà aquest torneig un total de 21 ocasions encadenant vuit finals consecutives (1895-1904), de les quals s'imposà en quatre. Posteriorment també arribà a la final de 1904, 1908 (que també guanyà) i 1912. Després d'uns anys retirada per ser mare de dues criatures, tornà a disputar el torneig l'any 1908 amb l'edat de 37 anys i 282 dies i el 1912 ho feu amb 41 anys. Va mantenir el rècord de més finals consecutives (8) fins a l'any 1990 en el qual Martina Navratilova disputà la novena consecutiva. Encara segueix vigent el rècord de ser la campiona de Wimbledon més veterana l'any 1908.
A part dels títols individuals, Cooper també va guanyar un títol de dobles femenins a Wimbledon fent parella amb Dorothea Douglass, divuit anys després del primer títol individual. Cooper també va guanyar set títols de dobles mixtos a Wimbledon (amb Harold Mahoney, Laurence Doherty i Xenofont Kasdaglis) però encara no era considerat un Grand Slam en aquesta categoria.
Participà en els Jocs Olímpics d'Estiu de 1900 realitzats a París (França), on per primera vegada les dones pogueren competir, i guanyà la medalla d'or en la competició femenina individual i en la competició mixta fent parella amb el seu compatriota Reginald Doherty.
Cooper va seguir activa i competint en diversos torneigs durant molts anys, fins i tot amb més de 50 anys.